# Canberria rieki
Canberria rieki är en stekelart som beskrevs av Sergey A. Belokobylskij 1991. Canberria rieki ingår i släktet Canberria och familjen bracksteklar. Inga underarter finns listade.